# Gradovi Laxenburga
Laxenburški gradovi so cesarske palače in gradovi v bližini Dunaja, v mestu Laxenburg, Spodnja Avstrija. Gradovi so postali habsburška posest leta 1333 in bili poletno zatočišče skupaj s Schönbrunnom za cesarsko habsburško dinastijo. Palača Blauer Hof je bila rojstni kraj nekaterih članov kraljeve družine, vključno s prestolonaslednikom Rudolfom. V kraju je še grad Franzensburg..
Danes se gradovi uporabljajo za različne dogodke, konference in koncerte. So tudi muzej za ohranjanje različnih slik in pohištva, povezanih z monarhijo.

## Zgodovina
Stari grad Laxenburg je postal habsburška posest leta 1333 in je bil po načrtih Lodovica Burnacinija razširjen v 17. stoletju . Blauer Hof ali Neues Schloss  je bil zgrajen okoli leta 1745, ko je vladala cesarica Marija Terezija in ima notranjost v rokokojskem slogu.
Cerkev v Laxenburgu je bila prva stavba severno od Alp, ki je imela zaokrožene fasadne komponente (značilnost visokega baroka). Zgrajena je bila med letoma 1693 in 1703 po načrtih Carla Antonia Carloneja, njegovo delo pa je med letoma 1703 in 1724 nadaljeval Matthias Steinl.
Po letu 1780 je bil preurejen grajski park kot angleški krajinski vrt. V njem je več umetnih ribnikov, otok z gradom Franzensburg, ki se imenuje po cesarju Francu I.
Leta 1919 je mesto Dunaj prevzelo po vojni poškodovane gradove in postalo lastnik nepremičnin na območju parka v Laxenburgu.
Po anšlusu Avstrije leta 1938 je občina Laxenburg postala del mesta Dunaj. Leta 1954 je kraj postal spet neodvisen in bil vrnjen v Spodnjo Avstrijo. Leta 1972 je grad Laxenburg postal sedež Mednarodnega inštituta za analizo uporabnih sistemov (IIASA), kjer so se zbirali najboljši znanstveniki z obeh strani železne zavese za študij svetovnih problemov. Po koncu hladne vojne je ta inštitut razširil svoj mandat na celoten svet, tako da  danes združuje raziskovalce z vsega sveta in zagotavlja znanstveno utemeljene vpoglede v kritična politična vprašanja v mednarodnih in državnih razpravah o svetovnih spremembah.
Več članov cesarske družine je bilo rojenih v laxenburških gradovih:
- Gisela Louise Marie Avstrijska (rojena 15. julija 1856 v Laxenburgu, † 27. julija 1932 v Münchnu), nadvojvodinja Avstro-Ogrske, hčerka cesarja Franca Jožefa I. in cesarice Elizabete
- prestolonaslednik Rudolf (rojen 21. avgusta 1858 v Laxenburgu; † 30. januarja 1889, v Mayerlingu), sin cesarja Franca Jožefa I. in cesarice Elizabete
- Elizabeta Marija Avstrijska (rojena 2. septembra 1883 v Laxenburgu, † 16. marca 1963 na Dunaju), edina potomka prestolonaslednika Rudolfa
- Nadvojvoda Maksimilijan se je poročil v Laxenburgu leta 1917.

## Galerija
- Stari grad, jedkanica iz 17. st.
- Blauer Hof, slika iz leta 1884
- Blauer Hof